# Miyares
Miyares es una parroquia asturiana del concejo de Piloña, en España, y un lugar de dicha parroquia.
La parroquia está situada en la falda sur del Sueve y está atravesada por el arroyo de Santianes y el río Borines, que son afluentes del río Piloña. 
Según el nomenclátor de 2013, la parroquia comprende las siguientes entidades de población:
| Topónimo (id. tradicional) | Categoría histórica | Población empadronada (2012) | Viviendas (2001) | Altitud | Distancia a la capital (m) |
| -------------------------- | ------------------- | ---------------------------- | ---------------- | ------- | -------------------------- |
| La Goleta                  | aldea               | 70 hab.                      | 42               | 140 m   | 8,1 km                     |
| Miyares                    | lugar               | 114 hab.                     | 90               | 173 m   | 7,6 km                     |
| El Cantil                  | casería             | 8 hab.                       | 2                |         | 7,0 km                     |
| El Corral                  | casería             | deshab.                      | 4                |         | 7,0 km                     |
| El Palacio (El Palaciu)    | casería             | 4 hab.                       | 1                | 224 m   | 7,5 km                     |
| El Pando (El Pandu)        | casería             | deshab.                      | 3                | 180 m   | 7,5 km                     |

La iglesia parroquial, de estilo colonial, se encuentra en el lugar de Miyares y está bajo la advocación de santa María de la O. 
Cabe destacar la torre cuadrada del Omedal de origen medieval, pero que ha sido muy modificada a lo largo de la historia.
Sus construcciones son una mezcla de arquitectura popular asturiana y de la arquitectura que trajeron los  indianos. Hay ejemplos excelentes de casonas de indianos. En el centro de la población destaca un interesante conjunto de hórreos y paneras tradicionales en bastante buen estado. 
La actividad principal es la ganadería, lo que ha dado forma a un paisaje de prados con zonas arboladas intermedias. El ganado pasta en los prados en invierno y sube al monte Sueve en verano, donde se celebra el tercer sábado de agosto la fiesta del Asturcón. 
El turismo es otra actividad importante.